# 四条隆英
四条 隆英（しじょう たかふさ、旧字体：四條 隆󠄁英、1876年（明治9年）2月26日 - 1936年（昭和11年）1月2日）は、日本の商工官僚、政治家、実業家、華族。農商務次官、初代商工次官、貴族院男爵議員。旧名・二条支英。

## 経歴
京都府京都で、華族・二条斉敬の四男として生まれ、男爵・四条隆平の養子となる。養父の死去に伴い家督を相続し、1911年8月1日に男爵を襲爵した。
第二高等学校を経て、1904年7月、東京帝国大学法科大学政治学科を卒業。同年7月、農商務省に入省し山林局書記に任官。同年11月、文官高等試験行政科試験に合格。
以後、山林局監督官、山林事務官兼農商務書記官、山林局庶務課長、鉱山監督署事務官・東京鉱山監督署、農商務書記官・鉱山局鉱政課長、農商務大臣秘書官・大臣官房秘書課長、商工局工務課長、臨時博覧会事務局出品課長、工務局長兼臨時産業調査局第三部長、農商務次官、商工次官などを歴任。
1929年4月に依願免本官となり退官し、高橋是清の推薦で安田保善社理事となり、安田生命保険社長、帝国製麻社長などを務めた。
1932年5月28日、貴族院議員補欠選挙で男爵議員に選出され、公正会に所属し死去するまで在任した。その他、鉄道会議議員、航空評議会評議員、保善商工教育財団理事長、日本工業倶楽部理事、らい予防協会理事などを務めた。

## 栄典
- 1927年（昭和2年）4月15日 - 従三位[10]
- 1929年（昭和4年）5月2日 - 正三位[11]

## 親族
- 父：二条斉敬（1816 - 1878）- 最後の関白。
- 母：某
- 養父：四条隆平（1841 - 1911）
- 妻：駒子（1882 - 1971）- 四条隆平の娘[1]
  - 長女：英子（1903 - 1991）- 鷹司熙通公爵の子・松園信淳男爵の妻。
  - 次女：華子（1905 - 1983）- 右田毛利家第13代当主・毛利祥久男爵の子・重雄の妻。
  - 三女：芳子（1910 - 1987）- 加藤勝三の妻。
  - 四女：輝子（1911 - ?）- 三井南家第9代当主・三井高徳男爵の子・高起の妻。
  - 五女：治子（1913 - ?）- 三条西家第19代当主・三条西公正伯爵の妻。
  - 長男：隆秀（1914 - 1938）- 四条家（分家）第3代当主。
  - 六女：光子（1916 - ?）- 大村子爵家（大村益次郎の子孫）当主・泰敏子爵の妻。
  - 次男：隆貞（1918 - 1993）- 四条家（分家）第4代当主。兄・隆秀の死後、跡を継ぐ。
  - 七女：倭子（1920 - ?）- 坪谷正二の妻。
  - 八女：富子（1923 - ?）- 森川通誠の妻。